# Palmarès del Clube Atlético Mineiro
Il Clube Atlético Mineiro, noto semplicemente come Atlético Mineiro, soprannominato Galo, è una società calcistica di Belo Horizonte, Minas Gerais; nel suo palmarès può vantare a livello internazionale una Coppa Libertadores, due Coppe CONMEBOL ed una Recopa Sudamericana.

## Competizioni nazionali
- Campionato brasiliano: 3

1937, 1971, 2021
- Coppa del Brasile: 2

2014, 2021
- Coppa dei Campioni (CBD): 1[1]

1978
- Campeonato Brasileiro Série B: 1

2006

## Competizioni statali
- Campionato Mineiro: 50 [2]

1915, 1926, 1927, 1931, 1932, 1936, 1938, 1939, 1941, 1942, 1946, 1947, 1949, 1950, 1952, 1953, 1954, 1955, 1956, 1958, 1962, 1963, 1970, 1976, 1978, 1979, 1980, 1981, 1982, 1983, 1985, 1986, 1988, 1989, 1991, 1995, 1999, 2000, 2007, 2010, 2012, 2013, 2015, 2017, 2020, 2021, 2022, 2023, 2024, 2025
- Taça Minas Gerais: 5 [3]

1975, 1976, 1979, 1986, 1987
- Taça Belo Horizonte: 3[4]

1970, 1971, 1972
- Torneo Início: 8[5]

1928, 1931, 1932, 1939, 1947, 1949, 1950, 1954
- Coppa dei Campioni (FMF): 1[6]

1974
- Torneo Incentivo (FMF): 1[7]

1993
- Coppa Belo Horizonte: 1

1959
- Taça Bueno Brandão: 1[8]

1914

## Competizioni internazionali
- Coppa Libertadores: 1

2013
- Coppa CONMEBOL: 2 [9] (record brasiliano)

1992, 1997
- Recopa Sudamericana: 1

2014

## Competizioni giovanili
- Copa São Paulo de Futebol Júnior: 3

1975, 1976, 1983
- Torneo Internazionale Città di Gradisca - Trofeo Nereo Rocco: 4

2004, 2006, 2007, 2008
- Taça Belo Horizonte de Juniores: 6

1988, 1989, 2005, 2011, 2018
- Campeonato Brasileiro Sub-20: 1

2020
- Copa do Brasil Sub-20: 1

2017
- Copa do Brasil Sub-17: 1

2014

## Altri piazzamenti
- Campionato brasiliano:

Secondo posto: 1977, 1980, 1999, 2012, 2015
Terzo posto: 1970, 2020, 2023
- Coppa del Brasile:

Finalista: 2016, 2024
Semifinalista: 2000, 2002
- Primeira Liga:

Finalista: 2017
- Campionato Mineiro:

Secondo posto: 1916, 1917, 1918, 1921, 1928, 1929, 1934, 1935, 1940, 1943, 1944, 1948, 1951, 1966, 1967, 1968, 1969, 1972, 1974, 1975, 1977, 1984, 1987, 1990, 1993, 1994, 1996, 1998, 2001, 2003, 2004, 2008, 2009, 2011, 2014, 2016, 2018, 2019
- Copa Sul-Minas:

Semifinalista: 2001, 2002
- Copa Centro-Oeste:

Semifinalista: 1999
- Coppa Libertadores:

Finalista: 2024
Semifinalista: 1978, 2021
- Coppa Sudamericana:

Semifinalista: 2019
- Coppa CONMEBOL:

Finalista: 1995
Semifinalista: 1993, 1998
- Coppa del mondo per club FIFA:

Terzo posto: 2013
- Copa de Oro:

Finalista: 1993
- Coppa Mercosur:

Semifinalista: 2000
- Coppa Master di Coppa CONMEBOL:

Finalista: 1996